# 121 (nombre)
Cet article concerne le nombre 121. Pour les années, voir 121 et -121.
Le nombre 121 (cent-vingt-et-un, cent vingt-et-un ou cent vingt et un) est l'entier naturel qui suit 120 et qui précède 122.

## En mathématiques
Le nombre 121 est :
- la somme de trois nombres premiers consécutifs (37 + 41 + 43) ;
- un nombre étoilé et octogonal centré ;
- le seul carré connu de la forme 1 + p + p2 + p3 + p4 avec p premier (p = 3) ;
- en base dix, un nombre de Smith et de Friedman (121 = 112) et un auto nombre ;
- le seul carré de nombre premier qui soit  brésilien: 121 = 111113 ;
- un nombre de Demlo, c'est le carré d'un répunit 11² = 11x11= 121.

## Dans d'autres domaines
Le nombre 121 est :

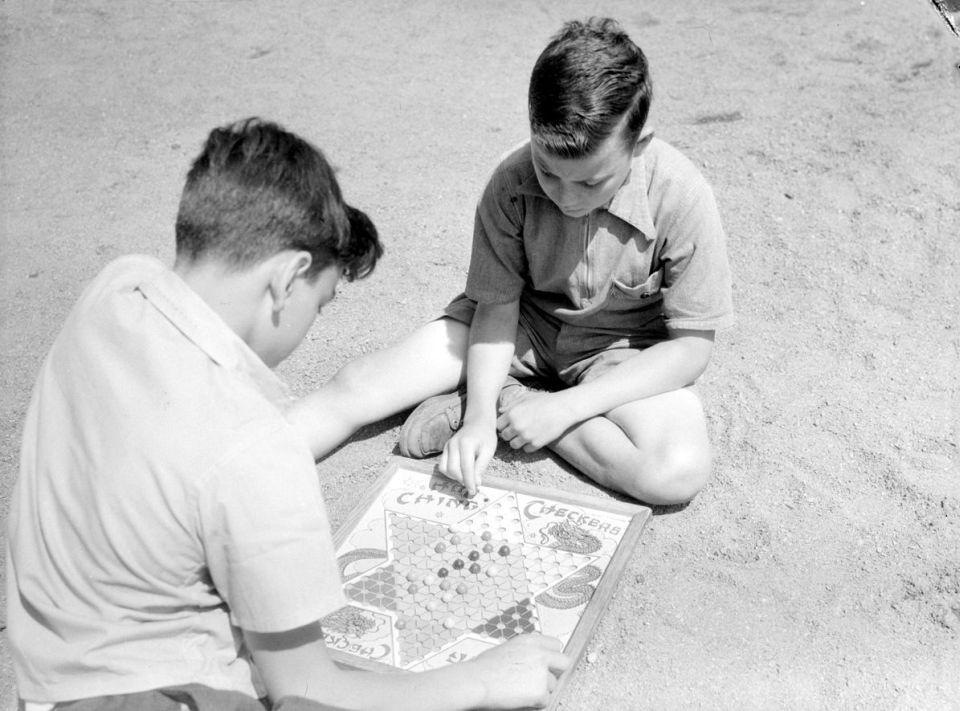
Dames chinoises

- le nombre d'emplacements dans le jeu des dames chinoises ;
- le numéro de la messagerie pour les téléphones portables du réseau Vodafone ;
- le numéro de modèle de l'EC-121 de Lockheed, maintenant exposé au National Museum of the United States Air Force ;
- le Manifeste des 121, sous-titré « Déclaration sur le droit à l'insoumission dans la guerre d'Algérie », est signé par des intellectuels, universitaires et artistes et publié le 6 septembre 1960 ;
- Ligne 121 (chemin de fer slovaque).